# آدم إف
آدم إف (بالإنجليزية: Adam F)‏ (و. 1972  م) هو دي جيه، وموسيقي، وملحن، ومنتج أسطوانات بريطاني، ولد في ليفربول.

## وصلات خارجية
- آدم إف على موقع IMDb (الإنجليزية)
- آدم إف على موقع ميوزك برينز (الإنجليزية)
- آدم إف على موقع أول ميوزيك (الإنجليزية)
- آدم إف على موقع ديسكوغز (الإنجليزية)
- آدم إف على موقع قاعدة بيانات الفيلم (الإنجليزية)
- آدم إف في قاعدة بيانات الأفلام على الإنترنت